# Ireneusz (Mesarchakis)
Ireneusz, imię świeckie Nikolaos Mesarchakis (ur. 1944 w Spili) – grecki duchowny prawosławny w jurysdykcji Patriarchatu Konstantynopola, od 1990 metropolita Lampis, Sywritos i Sfakii w Autonomicznym Kościele Krety.

## Życiorys
W 1964 przyjął święcenia diakonatu, a w 1970 prezbiteratu. 14 lutego 1990 otrzymał chirotonię biskupią.
3 grudnia 2021 r. został locum tenens Autonomicznego Kościoła Krety.